# 卡尼翁克勒
卡尼翁克勒（法語：Cagnoncles，法語發音：[kaɲɔ̃kl]）是法国上法蘭西大區北部省的一个市镇，属于康布雷区。

## 地理
卡尼翁克勒（50°11'28"N, 3°18'37"E）面积6.23 平方千米，位于法国上法蘭西大區北部省，该省份为法国最北部的省份及最长的省份，西北濒北海，西接加来海峡省，南至埃纳省和索姆省，东与比利时接壤。
与卡尼翁克勒接壤的市镇（或旧市镇、城区）包括：纳沃、卡尼耶尔、科鲁瓦尔、埃科德夫尔、略昂康布雷西。

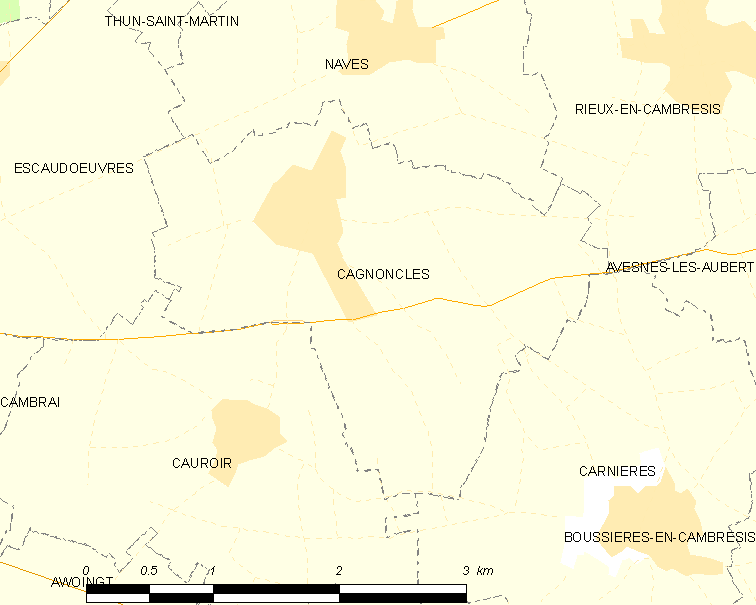
卡尼翁克勒的OSM定位图

卡尼翁克勒的时区为UTC+01:00、UTC+02:00（夏令时）。

## 行政
卡尼翁克勒的邮政编码为59161，INSEE市镇编码为59121。

## 政治
卡尼翁克勒所属的省级选区为科德里县。

## 人口

1962-2008年间卡尼翁克勒人口变化图示

卡尼翁克勒于2022年1月1日时的人口数量为662人。